# ديفيد تايلور (لاعب كرة قدم أمريكية)
ديفيد تايلور (بالإنجليزية: David Taylor)‏ هو لاعب كرة قدم أمريكية أمريكي، ولد في 17 أكتوبر 1949 في ستيتسفيل في الولايات المتحدة.